# ATTA
『ATTA』（アッタ）は、UAの8枚目のスタジオ・アルバム。2009年7月22日発売。

## 解説
先行シングル「2008」を含む全13曲を収録。

## 収録曲
1. 愛の進路
作詞：UA／作曲：青柳拓次／編曲：LITTLE CREATURES
2. TIDA
作詞：UA／作曲編曲：YOSHIMIO
3. Purple Rain
作詞：UA／作曲編曲：内橋和久
4. KOSMOS
作詞：UA／作曲編曲：半野喜弘
5. 2008
作詞：UA／作曲編曲：内橋和久
6. Reveilles-toi! 目覚めよ
作詞：UA／作曲：栗原務／編曲：LITTLE CREATURES
7. アスパラガス(Album Mix)
作詞：UA／作曲編曲：YAMP KOLT
8. picnic_20c.
作詞：k.a.e.u.／作曲編曲：YAMP KOLT
9. 13番目の月
作詞：UA／作曲編曲：半野喜弘
10. 怪物
作詞：UA／作曲：鈴木正人／編曲：LITTLE CREATURES
11. Familia
作詞：UA／作曲：TAIJU／編曲：朝本浩文
12. 月がきえてゆく
作詞：青柳拓次／作曲：細野晴臣／編曲：内橋和久
13. トキメキ
作詞：UA／作曲編曲：YOSHIMIO

## リリース日一覧
| 地域 | リリース日    | レーベル          | 規格     | 規格品番     | 備考 |
| ---- | ------------- | ----------------- | -------- | ------------ | ---- |
| 日本 | 2009年7月22日 | SPEEDSTAR RECORDS | 12cmCD   | VICL-63363   |      |
| 日本 | 2009年7月22日 | SPEEDSTAR RECORDS | 30cmLP   | DMR – FMR125 |      |
| 日本 | 2013年1月15日 | SPEEDSTAR RECORDS | 音楽配信 | -            |      |

### 音楽配信
- ATTA - mora
- ATTA - AWA
- ATTA - YouTube Music プレイリスト
- ATTA - Spotify
- ATTA - Apple Music

### インタビュー
- UA 2年ぶり新作アルバムが描く地に足のついた音楽と生活 - 音楽ナタリー